# Канево (Александровський повіт)
Канево (пол. Kaniewo) — село в Польщі, у гміні Бондково Александровського повіту Куявсько-Поморського воєводства.
Населення — 123 особи (2011).
У 1975-1998 роках село належало до Влоцлавського воєводства.

## Демографія
Демографічна структура станом на 31 березня 2011 року:
|          | Загалом | Допрацездатний вік | Працездатний вік | Постпрацездатний вік |
| -------- | ------- | ------------------ | ---------------- | -------------------- |
| Чоловіки | 66      | 21                 | 37               | 8                    |
| Жінки    | 57      | 7                  | 33               | 17                   |
| Разом    | 123     | 28                 | 70               | 25                   |